# بطولة العالم للدراجات على المضمار 1905
بطولة العالم للدراجات على المضمار 1905 هي الدورة ال13 من بطولة العالم للدراجات على المضمار، أجريت في أنتويرب، بلجيكا.

## النتائج النهائية
| المسابقة                              | ذهبية                 | فضية                     | برونزية                 |
| ------------------------------------- | --------------------- | ------------------------ | ----------------------- |
| الرجال                                |                       |                          |                         |
| السرعة الفردية                        | غابرييل بولان (FRA)   | Thorvald Ellegaard (DEN) | هنري ماير (GER)         |
| سباق مطاردة الدراجة النارية للهواة    | ليونارد ميريديث (GBR) | Willy Mest (GER)         | Auguste Carremans (BEL) |
| سباق مطاردة الدراجة النارية للمحترفين | Robert Walthour (USA) | بول غيينارد (FRA)        | Piet Dickentman (NED)   |